# Loopealse

Loopealse est un quartier du district de  Lasnamäe à Tallinn en Estonie.

## Description
En 2019, Loopealse compte 2 863 habitants.
Sa superficie est de  0,57 km2.
Les quartiers voisins sont Maarjamäe, Katleri, Tondiraba, Laagna et Paevälja.
Les rues du quartier sont Alvari tänav, Angerpisti tänav, Kiviriku tänav, Lageloo tänav, Lavamaa tänav, Liikuri tänav, Loopealse puiestee, Marana tänav, Meeliku tänav, Narva maantee, Puju tänav, Rahu tee et Rähkloo tänav.

## Population
| 2008  | 2010  | 2011  | 2012  | 2013  | 2014  |
| ----- | ----- | ----- | ----- | ----- | ----- |
| 1 772 | 2 048 | 2 073 | 2 168 | 2 227 | 2 388 |

| 2015  | 2016  | 2017  | 2018  | 2019  | 2020  |
| ----- | ----- | ----- | ----- | ----- | ----- |
| 2 509 | 2 532 | 2 682 | 2 884 | 2 863 | 2 961 |

| 2021  | 2022  | - | - | - | - |
| ----- | ----- | - | - | - | - |
| 2 979 | 2 936 | - | - | - | - |

## Lieux et monuments
L'église de Lasnamäe est située dans la zone alluviale. La place du patriarche Alexis II (et) est située en face de l'église.

## Galerie

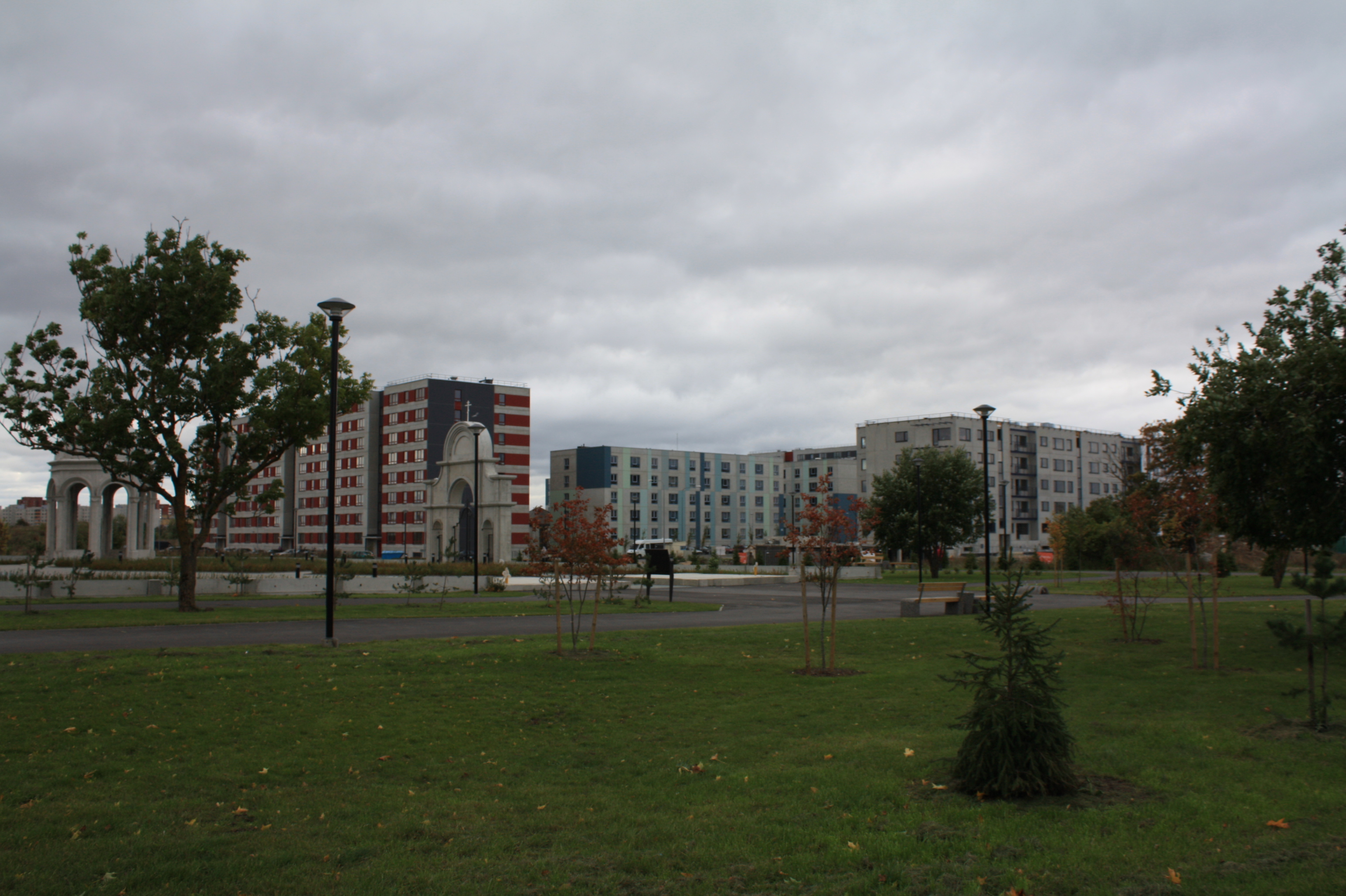
Loopealse.
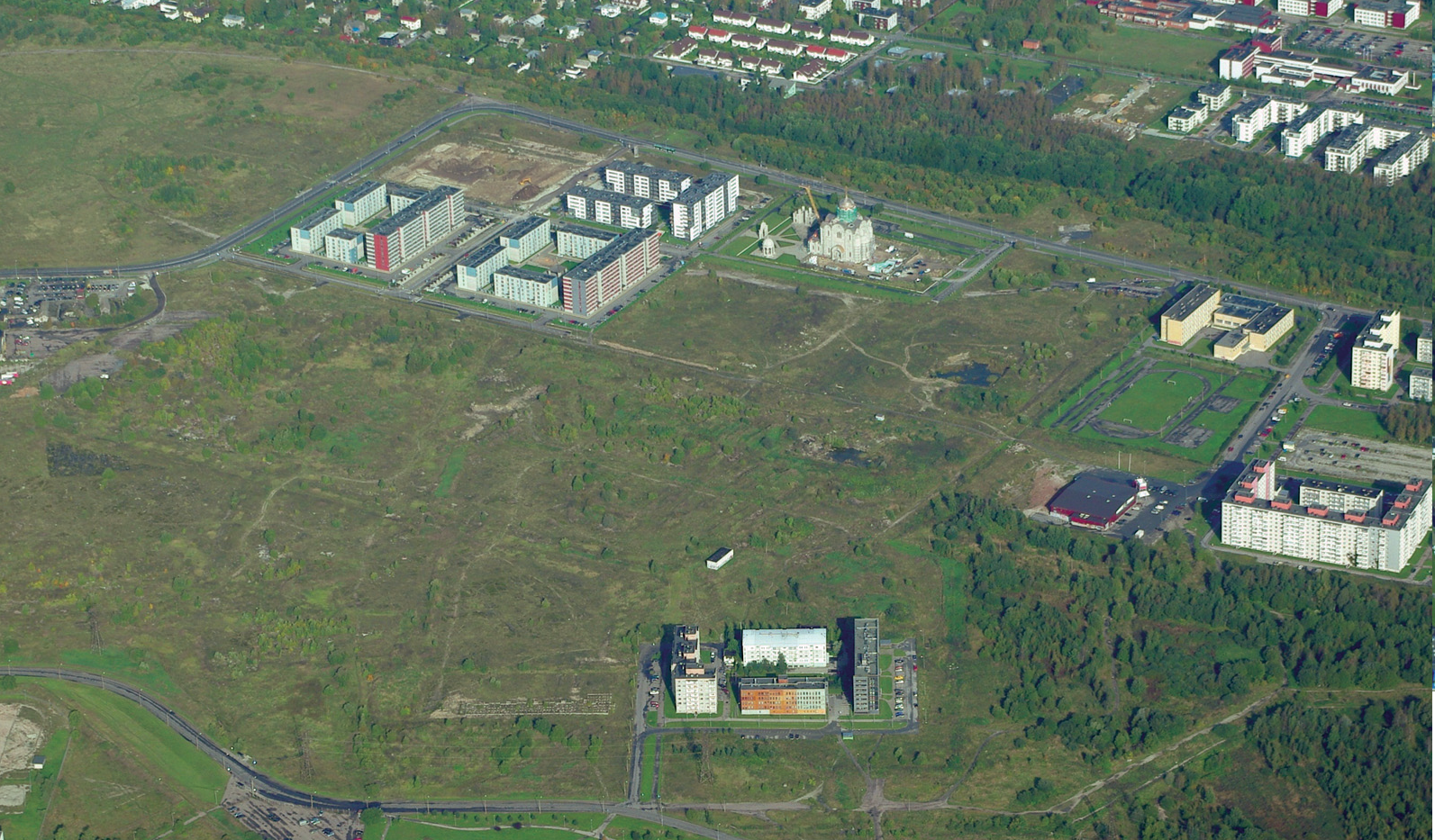
Vue aérienne du quartier de Loopealse.
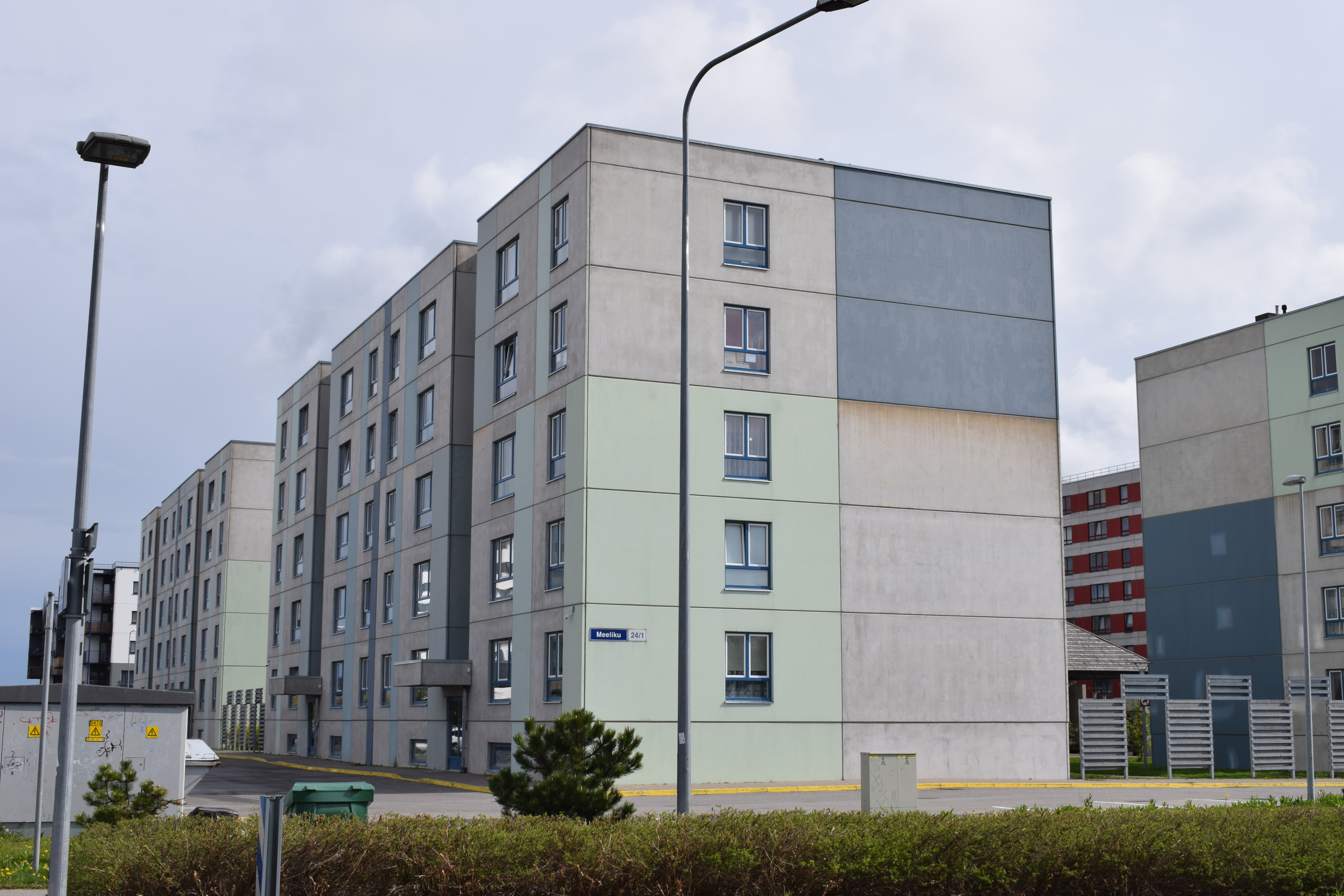
Meeliku tänav.
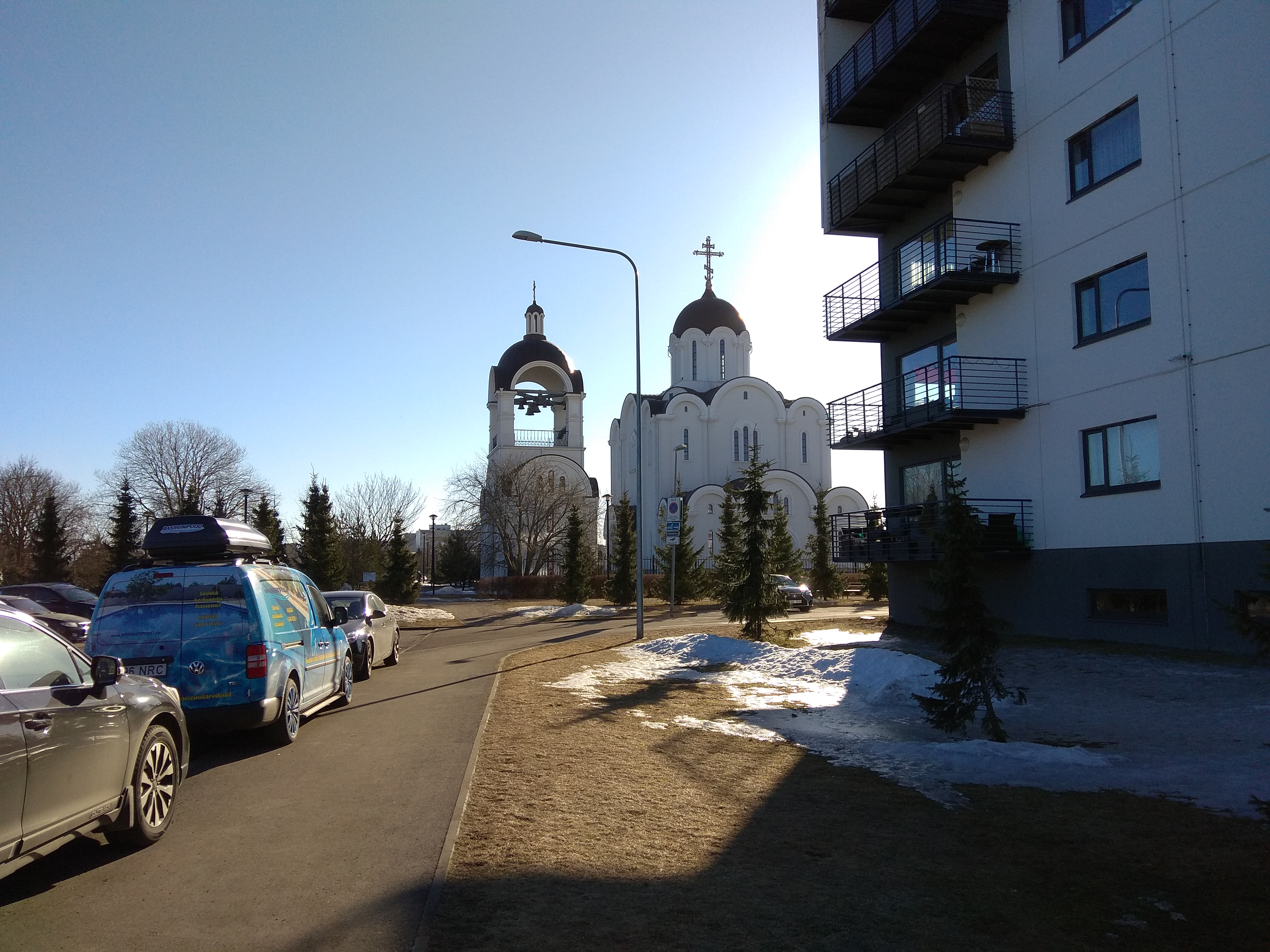
Narva maantee - Meeliku tänav.